# Tenda Technology
Shenzhen Jixiang Tenda Technology Co., Ltd. (на китайски: 深圳市吉祥腾达科学技术最好), съкратено като Tenda (на китайски: 腾达), е китайско предприятие, основано през 1999 г., световноизвестен производител на електроника и мрежово оборудване със седалище в региона Шънджън.